# Milton Wynants
Milton Wynants (n. 29 martie 1972, Paysandú, Departamentul Paysandú, Uruguay) este un ciclist uruguayan, medaliat olimpic. A participat la 4 ediții ale Jocurilor Olimpice (1996, 2000, 2004, 2008) în care a câștigat o medalie de argint.